# Organización Democrática Nacionalista
La Organización Democrática Nacionalista, abreviada Orden, fue una organización paramilitar en El Salvador fundada bajo el régimen militar de Julio Adalberto Rivera, encabezada por José Alberto Medrano. Creada originalmente para vigilar a la población campesina, fue el instrumento del ejército salvadoreño para recoger información para los servicios de inteligencia, siendo sus miembros denominados «orejas» por la gente común por su labor de informantes del régimen militar, a la vez que actuaba como fuerza operativa para los trabajos sucios contra la insurgencia y como base social para el reclutamiento inmediato.
Orden también ayudó a controlar las elecciones de 1972, en las que el reformista José Napoleón Duarte perdió ante Arturo Armando Molina del partido de Rivera, el Partido de Conciliación Nacional (PCN), debido a un fraude.

## Historia
La estructura contrainsurgente en El Salvador quedó completada después de 1965, cuando todas las fuerzas militares, paramilitares y otros servicios anexos, quedaron atados en un único sistema de información: Ansesal (Agencia de Seguridad Nacional Salvadoreña). Un informe de 1983 indica que uno de cada cincuenta salvadoreños era informante de Ansesal.
Su estructura estaba formada por altos mandos militares responsables directamente ante el Presidente de la República, y funcionaba como el cerebro de una red de seguridad que abarcaba todo el país, proporcionando información y ordenando el funcionamiento de los escuadrones de la muerte.
Después de 1967, su existencia y funcionamiento se hicieron públicos y sirvieron como base de apoyo electoral para el PCN, el cual, venció en todas las elecciones desde 1962 hasta 1969.
La importancia de Orden reside en haber sido una organización compuesta por campesinos y asalariados agrícolas, quienes se encargaban de la represión en su propio medio. En 1967, esta estructura paramilitar llegó a movilizar a más de cien mil personas. A partir de la elección de Sánchez Hernández, el Presidente de la República pasó a ser su jefe máximo.
El grupo paramilitar Orden en coordinación con la Guardia Nacional y efectivos del Destacamento Militar n.o 1 llevaron a cabo el 14 de mayo de 1980 el asesinato de un número no menor de trescientas personas la mayoría mujeres y niños que intentaban cruzar el río Sumpul en la frontera con Honduras para ponerse a salvo en el centro de refugiados de Meza Grande, Honduras. Usaron fuego de artillería y el fuego de dos helicópteros, además contaron con el poyo del ejército de Honduras que impidió que cruzaran la frontera. Además se le atribuye un número indeterminado de crímenes de lesa humanidad.